# Santiago Rodríguez (província)
Santiago Rodríguez é uma província da República Dominicana. Sua capital é a cidade de Sabaneta.